# Wolna chata
Wolna chata (ang. House Broken) – amerykański film komediowy z 2009.

## Treść
Cathkart (Danny DeVito) jest emerytowanym strażakiem. Ma problem z dorosłymi synami, którzy nie mają pracy i ciągle mieszkają u niego w domu, nie zamierzając się usamodzielnić. Ojciec postanawia podjąć drastyczne kroki: zabiera żonę i wyjeżdża na wakacje, zostawiając synom pustą lodówkę. Liczy na to, że synowie pozostawieni sami, wreszcie nauczą się radzić sobie bez rodziców.

## Obsada
- Danny DeVito jako Tom Cathkart
- Katey Sagal jako Mary Cathkart
- Ryan Hansen jako Eliot Cathkart
- Skyler Stone jako Quinn Cathkart
- Caitlin Crosby jako Sarah
- Thomas F. Wilson jako Henry Decker
- Brie Larson jako Suzy Decker
- Kiernan Shipka jako Tammy Tawber
- John P. Farley jako Nate
- Parvesh Cheena jako Zerban
- Matthew Glave jako Hector
- Selena Gomez jako Alexa